# Aquest Nadal és una ruïna
Aquest Nadal és una ruïna (originalment en anglès, Christmas Is Cancelled) és una pel·lícula de comèdia romàntica estatunidenca del 2021 dirigida per Prarthana Mohan i escrita per Sara Endsley. És protagonitzada per Hayley Orrantia, Janel Parrish i Dermot Mulroney en els papers principals. La pel·lícula tracta sobre una noia anomenada Emma, el pare de la qual i l'enemiga de secundària de la qual comencen a sortir, així que s'embarca en una missió per trencar la relació entre la feliç parella. La pel·lícula es va estrenar a les sales el 16 de desembre de 2021 i pertany a les productores Particular Crowd, MarVista Entertainment, Line Film Company i Lionsgate. S'ha subtitulat al català.

## Repartiment
- Hayley Orrantia com a Emma Lockhart
- Janel Parrish com a Brandy Barnes
- Dermot Mulroney com a Jack Lockhart
- Lisa McConnell com a Beatrice
- Jackson Evans com a Maite D
- Danny Glenn com a George Portnoy
- Timothy Hull com a Tom Hackett
- Emilie Modaff com a Charlyne
- Michael Naizu com a Josh Jamison
- Jeff Parker com Elliot Murphy
- Mirelly Taylor com la mare de l'Emma